# Cuadratura (trigonometría)

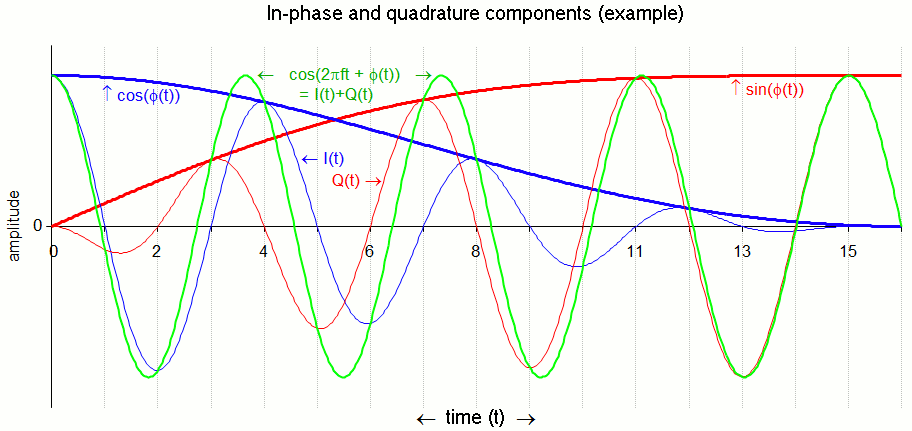
Expresión gráfica de una cuadratura.

En trigonometría, cuadratura es el estado relativo en que se encuentran dos ondas cuya diferencia de constantes de fase sea igual a +/- 90° + 2K π.
De esta manera, cuando una alcanza el valor máximo (absoluto) de desplazamiento, o lo que es lo mismo, cuando alcanza su amplitud, la otra tiene valor cero, y viceversa. Otra manera de decirlo es que cuando una tiene fase |1| la otra tiene fase 0.
Recordemos que siendo la fórmula del desplazamiento x del movimiento ondulatorio:
x = A cos (wt + d)
la fase es
(Wt + d)
y la constante de fase es
d
- Datos: Q1652796